# David Gaudu
David Gaudu, né le 10 octobre 1996 à Landivisiau (Finistère), est un coureur cycliste français, membre de l'équipe Groupama-FDJ depuis 2016. Il a notamment remporté deux étapes du Tour d'Espagne 2020, terminé quatrième du Tour de France 2022 et neuvième du Tour de France 2023.

## Biographie

### Jeunesse et carrière amateur
David Gaudu naît à Landivisiau, dans le département du Finistère, d'une mère comptable et d'un père carreleur, amateur de VTT,. Durant sa jeunesse, ses parents l’emmènent chaque année en vacances à Valmeinier en Savoie où il aspire à devenir grimpeur . À l'âge de 6 ans, il est inscrit au club de la Landivisienne cycliste. À 9 ans, il rencontre Valentin Madouas lors d'une course régionale et ils deviennent rivaux dans les catégories de jeunes.

#### Catégorie junior
En 2013, il rejoint l'équipe UC Briochine en catégorie junior. Il se classe notamment 20e de la Ronde des vallées, remportée par Élie Gesbert. Durant l'été, il s'illustre en remportant une épreuve de première catégorie : le Grand Prix de la Mine de Poullaouen, et ce, à seulement 16 ans et demi. Natif du Finistère, il hérite du surnom de Petit prince de Bretagne.
En 2014, il est sélectionné pour la première fois en équipe de France junior lors du Trophée Centre Morbihan, qu'il termine 27e. Dans la foulée, il termine deuxième de la première étape d'Aubel-Thimister-La Gleize, puis s'impose en solitaire lors de l'étape reine avec 30 secondes d'avance sur ses poursuivants. Il s'adjuge le classement général de la course. Après une sixième place finale sur la Ronde des vallées, il termine 80e des mondiaux juniors en Espagne.

#### Catégorie espoir
En 2015, pour sa première année chez les espoirs (moins de 23 ans), il rejoint Côtes d'Armor-Marie Morin. Lors de cette saison, il se classe onzième de la Ronde de l'Isard et 18e du Tour des Pays de Savoie, deux courses par étapes réputées chez les espoirs.
En 2016, il remporte plusieurs victoires sur le circuit amateur (ex: Plaintel-Plaintel). En mai, il termine deuxième de la première étape sur la Ronde de l'Isard, manquant de peu la victoire. Cette performance lui permet de participer à ses deux premières courses professionnelles avec l'équipe de France espoirs. Il termine 57e sur les Boucles de l'Aulne et réalise un top 10 lors du Grand Prix de Plumelec-Morbihan, deux épreuves de la Coupe de France sur route. Après sa neuvième place au Grand Prix de Plumelec, il se déclare « heureux et surpris » de sa performance. Il est ensuite sélectionné pour disputer la Course de la Paix espoirs, une manche de la Coupe des nations espoirs. Il remporte la 2e étape et le classement général devant le Britannique Tao Geoghegan Hart. En juin, il est annoncé qu'il devient stagiaire en compagnie de Léo Vincent au sein de l'équipe FDJ à partir du 1er août. Il participe en août avec l'équipe de France espoirs au Tour de l'Ain, qu'il termine cinquième. Cette bonne performance lui permet de signer un contrat professionnel avec la FDJ à partir de 2017,. Une semaine après, il est au départ de son principal objectif de la saison, le Tour de l'Avenir, considéré comme un mini-Tour de France pour coureurs de moins de 23 ans. Vu comme l'un des favoris de l'épreuve, il s'adjuge la sixième étape, dont l'arrivée est située à un col à Tignes,. Le lendemain, il se classe deuxième de l'étape se terminant à Valmeinier et s'empare du maillot jaune de leader, qu'il conserve jusqu'au bout de l'épreuve. Il devient ainsi le premier coureur à remporter deux manches de la Coupe des nations espoirs la même année.

### Carrière professionnelle

#### 2017-2018: débuts

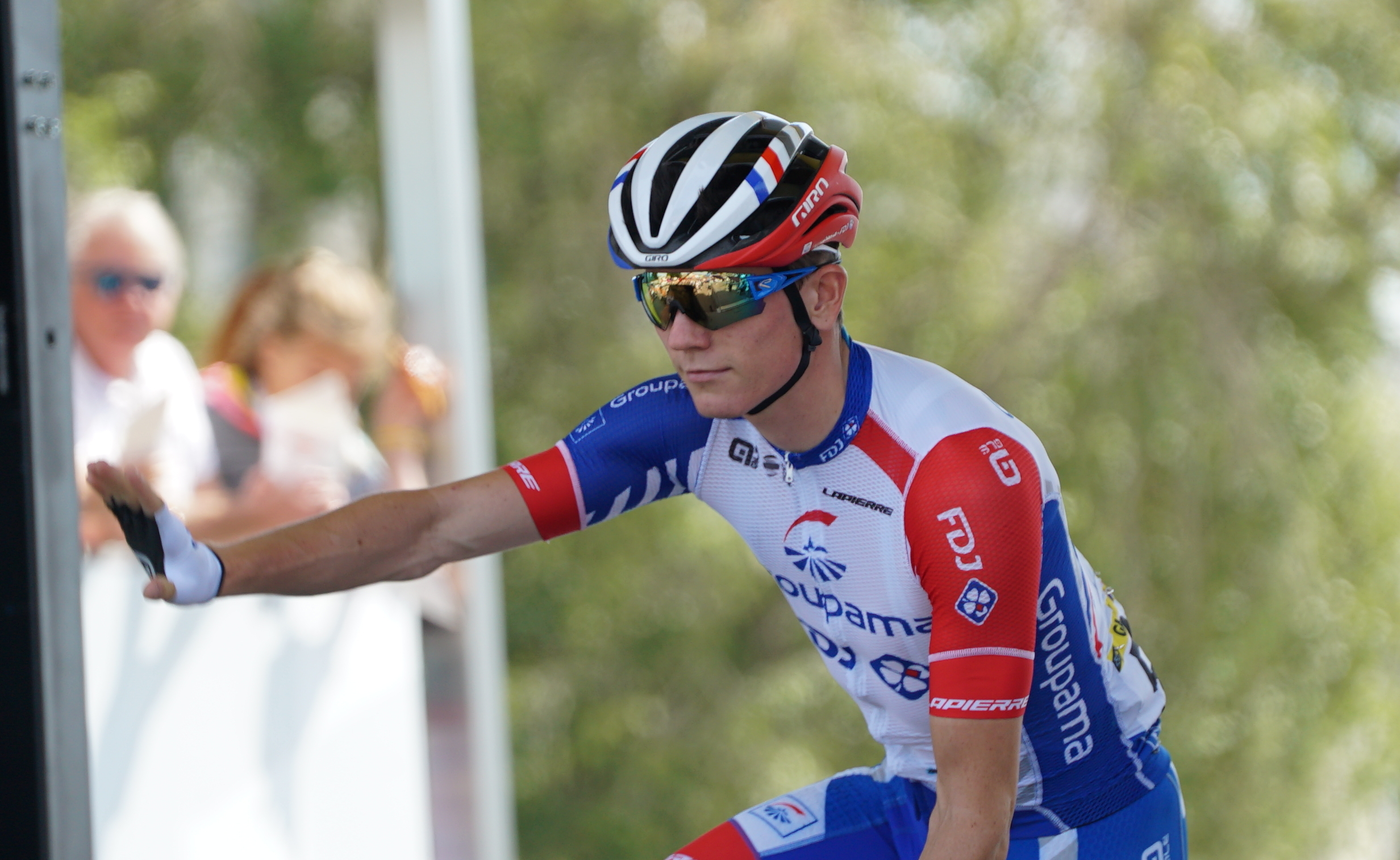
David Gaudu lors du Tour de France 2018 à Reims.

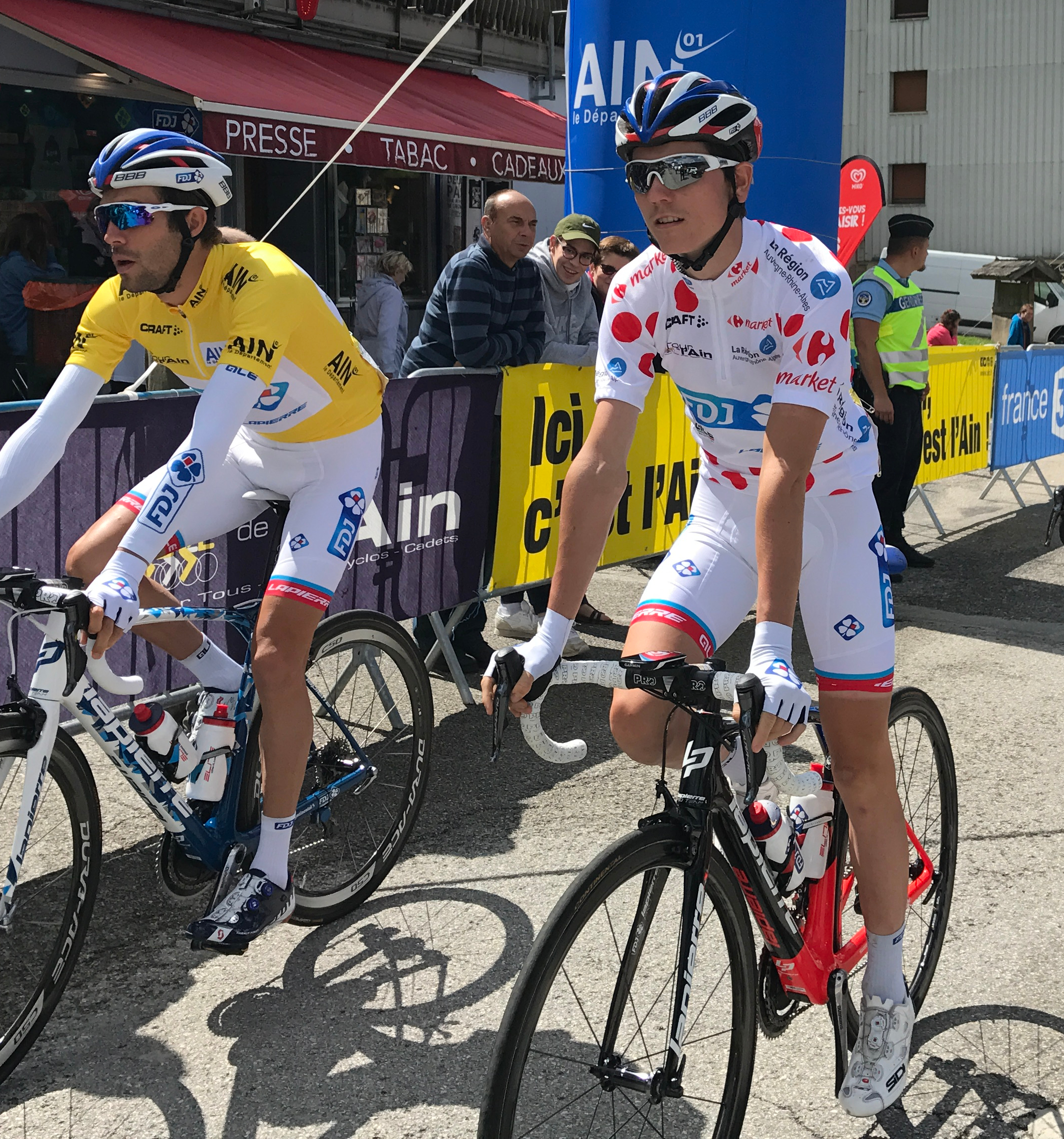
David Gaudu et son leader Thibaut Pinot lors de la quatrième étape du Tour de l'Ain 2017.

David Gaudu devient coureur professionnel chez FDJ en 2017, mais il garde la possibilité de participer au Tour de l'Avenir 2017 si l'occasion se présente. En mars, il participe au tour de Catalogne et s'y distingue lors de la 4e étape, basculant avec Froome, Valverde et Soler après l'ascension du Turo del Puig. Le lendemain, il se classe septième de la cinquième étape, Valls-Lo Port. Une semaine plus tard, il s'adjuge la 4e place sur la Route Adélie de Vitré. Lors de la Flèche Wallonne, il se permet d'attaquer Alejandro Valverde dans l'ultime ascension du Mur de Huy, et se classe finalement neuvième de l'épreuve. Deux semaines plus tard, il prend le départ du Tour de Romandie, où il se classe dixième de l'étape reine. Au deuxième semestre, il remporte sa première victoire professionnelle au Tour de l'Ain. Lors de la troisième étape, il est en tête de la course avec son leader, Thibaut Pinot, qui lui laisse la victoire et s'empare de la tête du classement général. Gaudu finit même deuxième de ce Tour de l'Ain derrière son coéquipier.
En 2018, David Gaudu commence sa saison à la Classic de l'Ardèche qu'il finit à la cinquième place. En mars, il prend part à sa première compétition World Tour en tant que leader : le Tour de Catalogne. Thibaut Pinot l'y assiste, ainsi que toute son équipe. Il termine la semaine de course à la douzième place. Initialement non prévu par Groupama-FDJ pour le Tour de France, il est finalement sélectionné pour découvrir la Grande Boucle à la suite du forfait de Thibaut Pinot qui se ressent d'une pneumonie contractée lors du Tour d'Italie. Il prend la neuvième place de la dixième étape entre Annecy et le Grand-Bornand et termine ce Tour de France à la 34e place. Il finit sa saison par un podium lors du Mémorial Marco Pantani, qu'il termine à la deuxième place.

#### 2019: révélation
En février 2019, il se montre à son avantage sur l'UAE Tour en se classant troisième des troisième et sixième étapes et en terminant troisième au classement général derrière Primož Roglič et Alejandro Valverde. Lors du Tour de Romandie, il remporte la troisième étape au sprint devant Rui Costa et Primož Roglič, futur vainqueur de l'épreuve. Il s'agit de son premier succès en World Tour. À l'issue du contre-la-montre final, il se classe cinquième au général à 1 min 17 s de Primož Roglič. Il est sélectionné par son équipe pour la deuxième fois sur le Tour de France, avec un rôle crucial : c'est lui qui est le dernier équipier de son leader Thibaut Pinot dans la montagne. Il est là pour apprendre et s'enrichir au côté de Pinot. Lors de la quatorzième étape, il se fait remarquer dans les Pyrénées en effectuant un remarquable travail en tête du peloton des favoris, en éreintant tous les leaders dans les derniers kilomètres d'ascension. Son travail porte ses fruits puisque Thibaut Pinot s'impose au Tourmalet devant le porteur du maillot jaune, Julian Alaphilippe. Mais alors qu'il était en passe de pouvoir remporter le Tour, Pinot abandonne lors de l'avant-dernière étape de montagne à la suite d'une déchirure musculaire. David Gaudu est donc désigné leader de l'équipe pour les deux dernières journées et se replace ainsi à la treizième place du classement général, il termine aussi deuxième meilleur jeune de ce Tour de France derrière Egan Bernal, le vainqueur. En fin d'année, il participe au Tour de Lombardie où, en l'absence du tenant du titre Thibaut Pinot, il est désigné leader de l'équipe. À dix kilomètres de l'arrivée, il est toujours bien placé avec son coéquipier Rudy Molard dans le petit groupe de favoris, mais ils cèdent tous deux après une attaque d'Alejandro Valverde et finissent la course aux dixième (Molard) et onzième places (Gaudu).

#### 2020: victoires d'étape sur la Vuelta
En 2020, il commence bien sa saison en se classant dixième du Tour de La Provence, puis quatrième du Tour des Émirats arabes unis à 15 secondes du podium. La saison est ensuite perturbée par la pandémie de Covid-19.
Lors du Tour de France, il chute sur la première étape, est touché au sacrum puis est contraint à abandon lors de la 16e étape,. Un mois plus tard, il s'illustre sur le Tour d'Espagne en remportant deux étapes en échappée, la 11e à l'Alto de Farrapona, et la 17e à la station de La Covatilla. David Gaudu termine ainsi cette Vuelta à la huitième place du classement général.

#### 2021: podium sur Liège-Bastogne-Liège

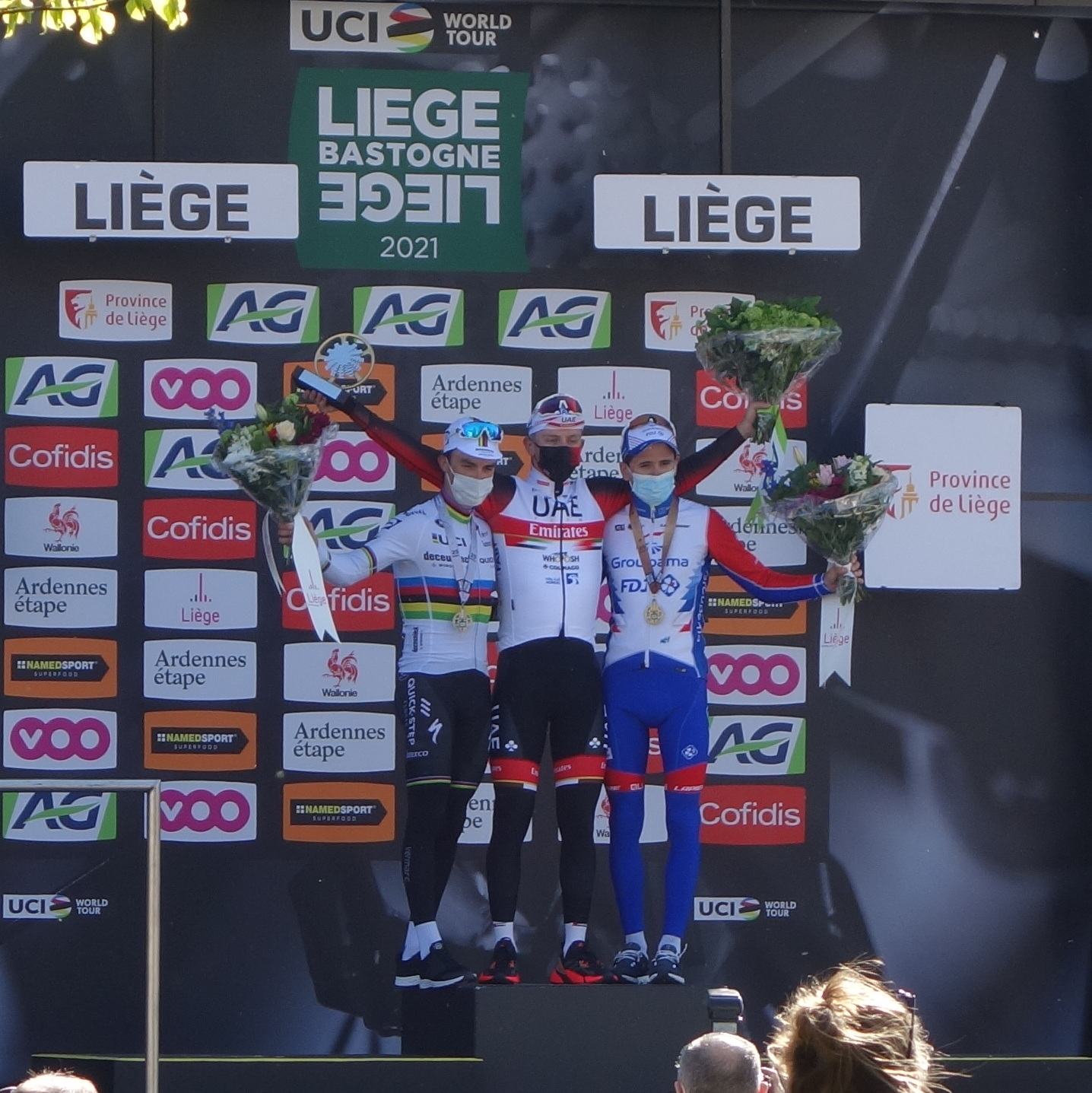
Sur le podium de Liège-Bastogne-Liège 2021.

En février 2021, il est sixième et meilleur jeune du Tour des Alpes-Maritimes et du Var. Dans la foulée, il remporte la Classic de l'Ardèche en devançant au sprint Clément Champoussin avec lequel il s'était échappé dans la dernière difficulté de l'épreuve (la côte du Val d'Enfer), les deux Français réussissant à se détacher de Hugh Carthy. Cette première victoire en début de saison lui permet, selon ses propres déclarations, de «faire le plein de confiance» en prévision de ses prochains objectifs. À ce stade de la saison, il est en effet pressenti pour jouer un rôle de premier plan sur Paris Nice. Cependant, victime de deux chutes, il perd ses espoirs au classement général et doit abandonner lors de la dernière étape,. Le 10 avril, il fait sensation sur le Tour du Pays basque en remportant la sixième et dernière étape, au terme d'une échappée avec le vainqueur final Primož Roglič, s'emparant par la même occasion de la 5e place au classement général final.
En confiance, il décroche ses meilleurs résultats sur les classiques ardennaises en se classant septième de la Flèche wallonne et surtout troisième de Liège-Bastogne-Liège, où il est devancé au sprint par le vainqueur du Tour de France Tadej Pogačar et le champion du monde Julian Alaphilippe. Il s'agit de son premier podium sur une classique « Monument ».
Fin mai, il subit une chute au cours d'un stage de préparation aux Îles Canaries. Cependant, une semaine plus tard, il est neuvième et meilleur jeune du Critérium du Dauphiné. Sur le Tour de France, alors qu'il figure dans le top 10 à mi-course, il tombe malade lors de la 11e étape dans la première ascension du Ventoux. Il perd du temps et arrive 25 minutes après le vainqueur Wout van Aert. Dans les Pyrénées, il anime la 18e étape et franchit le col du Tourmalet juste après Pierre Latour, mais il est rattrapé par le groupe maillot jaune dans la montée finale vers Luz-Ardiden. Il termine finalement onzième du général et enchaine avec les Jeux olympiques de Tokyo, où il se classe septième de la course en ligne.
En septembre, il gagne la cinquième et dernière étape du Tour du Luxembourg, devant le vainqueur du général João Almeida. Il décroche plusieurs tops 10 sur les classiques italiennes de fin de saison, dont la septième place du Tour de Lombardie, mettant un terme à la meilleure saison de sa carrière.

#### 2022: quatrième du Tour de France

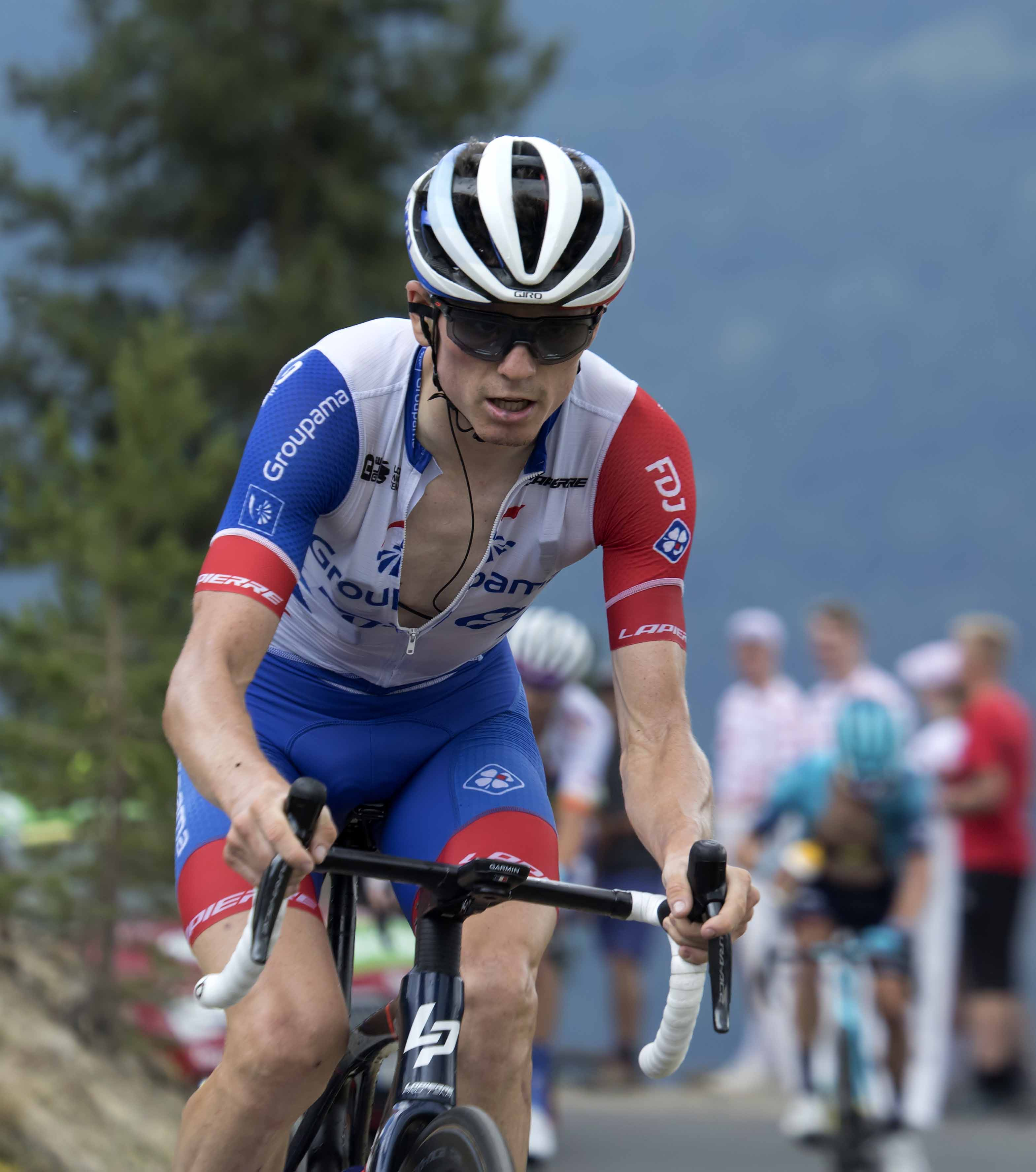
Lors du Tour de France 2022.

Annoncé comme un des favoris du Tour de l'Algarve, David Gaudu remporte la deuxième étape de la course portugaise le 17 février, au sommet de l'Alto da Foia (902 m). Il devance l'autre favori, Remco Evenepoel, qui termine sixième. Le final est marqué par la chute spectaculaire de Sergio Higuita et Tobias Foss. Ayant chuté lors de Paris-Nice, il souffre alors au dos. Gaudu est ensuite atteint d'une bronchite après le Tour du Pays basque. Ses maux l'amènent à renoncer à participer aux classiques ardennaises,.
Gaudu reprend la compétition avec la Mercan'Tour Classic qu'il termine troisième, piégé par le vainqueur Jakob Fuglsang et le coéquipier de ce dernier, Michael Woods. Puis il prend le départ du Critérium du Dauphiné avec pour objectif le classement général. Il remporte la 3e étape à Chastreix-Sancy, battant au sprint sur le fil Wout van Aert qui a levé les bras prématurément. Il est ensuite distancé au classement général et termine 17e de l'épreuve.
Il participe ensuite au Tour de France. En dessous des « intouchables » Tadej Pogačar et Jonas Vingegaard dans les cols, ils gère correctement ses efforts dans les ascensions, ce qui lui permet de terminer quatrième de l'épreuve derrière Geraint Thomas, son meilleur résultat sur cette course.
Cinquième en septembre du Grand Prix cycliste de Montréal, il vise ensuite le Tour de Lombardie et renonce à une sélection pour les championnats du monde en accord avec le sélectionneur français Thomas Voeckler. Lors des courses italiennes d'octobre, il abandonne lors de la Coppa Bernocchi puis lors des Trois vallées varésines. En méforme et fatigué selon son entraîneur David Han, Gaudu est forfait pour le Tour de Lombardie et arrête sa saison.

#### 2023: deuxième de Paris-Nice, top 10 au tour de France
Le début de saison de Gaudu est marqué par ses critiques publiques envers son coéquipier Arnaud Démare, envers qui il s'excuse. Visant Paris-Nice en début de saison, il obtient des résultats positifs lors de sa reprise de la compétition en février. Septième du Tour des Alpes-Maritimes et du Var, il est ensuite deuxième de la Classic de l'Ardèche puis quatrième de la Drôme Classic. Sur Paris-Nice, Gaudu termine deuxième derrière Tadej Pogačar mais devance Jonas Vingegaard, le vainqueur du Tour de France 2022. Ensuite, il finit 4e du Tour du Pays basque, cette fois largement dominé par Jonas Vingegaard. Alors que le Breton visait le podium sur le Tour de France, il ne finit qu'à la neuvième place,, il déclare qu'il s'agit du Tour de France le "plus difficile" auquel il ait participé.
Son mois d'août est perturbé par une intoxication alimentaire, une chute lors d'un entraînement et une infection au SARS-CoV-2. De retour à la compétition à la mi-septembre lors du Tour de Slovaquie, il abandonne dès la première étape de sa course suivante, le Tour de Luxembourg et arrête alors sa saison, renonçant à son objectif de fin de saison : les courses d'un jour italiennes.

#### 2024: sixième du Tour d’Espagne
David Gaudu a pour objectif principal de la saison une place au classement général du Tour de France. Il est également attendu sur le Tour d'Espagne. Son début de saison est perturbé par une chute au Gran Camiño dont il se classe 18e. Sur Paris-Nice, il perd toute chance de figurer au classement général en chutant en voulant retirer sa surveste lors de la quatrième étape, ce qui lui fait perdre plus de six minutes sur le vainqueur du jour, Santiago Buitrago. Atteint d'une « lésion musculaire et ligamentaire sacro-iliaque », Gaudu est mis au repos et son équipe vise un rétablissement en vue du Tour du Pays basque en avril. Reprenant la compétition par une quatrième place sur la Route Adélie de Vitré, il enchaîne avec l'épreuve basque où il chute lors de la deuxième étape. Il termine l'étape mais, atteint de plaies à la main droite nécessitant dix points de suture, ne repart pas le lendemain. Il conserve de cette chute des douleurs chroniques au dos.
Le 13 avril, il accélère dans la montée finale du Tour du Jura et gagne la course : c'est sa première victoire depuis près de deux ans. Après les classiques ardennaises, Gaudu termine quatorzième du Tour de Romandie puis quinzième du Critérium du Dauphiné et n'est pas capable de lutter avec les protagonistes de ces courses d'une semaine. Une semaine avant le début du Tour de France, Gaudu est contraint au forfait pour les championnats de France à la suite d'un test positif au SARS-CoV-2. Gaudu n'aborde pas le Tour de France en tant qu'unique chef de file de Groupama-FDJ et cohabite notamment avec Lenny Martinez dont la présence sur la Grande Boucle n'était pas envisagée en début de saison. Distancé prématurément lors de l'étape inaugurale, il perd dès le premier jour près de 30 minutes sur les protagonistes du classement général. Il termine 65e de ce Tour de France.
De retour en forme, il enchaîne avec la Vuelta qu'il a préparé en s'entraînant à résister aux fortes chaleurs. Il y vise une place dans les dix premiers du classement général. Au terme de la première étape de montagne, il occupe la quinzième place du classement. À la suite d'une échappée lors de la neuvième étape, il intègre le top 10 du classement général. À l'issue des étapes de montagne de la deuxième semaine, il remonte à la septième place du classement général,. Une défaillance de Mikel Landa lors de la dix-huitième étape permet à Gaudu de devenir cinquième du classement général. Deuxième de la dix-neuvième étape derrière Primož Roglič, il termine finalement sixième du classement général à 6 min 32 s du Slovène, Gaudu étant dépassé par Mattias Skjelmose lors du contre-la-montre final disputé à Madrid. Gaudu remporte ensuite la dernière étape du Tour de Luxembourg, dont il se classe troisième du classement général. Sélectionné pour la course en ligne des championnats du monde, il est après Romain Bardet le Français qui résiste le plus longtemps dans le peloton avant d'être distancé et de terminer 33e. En fin de saison, il est neuvième du Tour de Lombardie.

#### 2025: découverte du Giro
David Gaudu aborde 2025 avec comme objectif principal le classement général du Tour d'Italie, le seul des trois grands tours qu'il n'a pas encore disputé depuis le début de sa carrière. En février, il remporte la troisième étape du Tour d'Oman lors d'une arrivée au sommet en battant notamment Adam Yates. Il prend alors la tête du classement général avant les deux dernières étapes vallonées. Il termine deuxième de l'épreuve derrière Yates. Il enchaîne ensuite quatre chutes en trois semaines, ce qui le contraint notamment à l'abandon lors des Strade Bianche puis sur Tirreno-Adriatico. Sa dernière chute lui cause une fracture à la base du premier métacarpien.
Reconnaissant une préparation « tronquée » du fait de ses chutes de début de saison, Gaudu aborde néanmoins le Giro avec l'objectif d'obtenir le meilleur classsement général possible. Il chute durant la septième étape et se blesse à la main droite, ce qui nécessite comme traitement la pose de trois points de suture puis la prise d'antibiotiques pendant plusieurs jours. Deux jours plus tard, il est distancé lors de la neuvième étape comportant des chemins blancs et se retrouve alors à près de sept minutes de la tête du classement général. Il perd ensuite plus de 27 minutes sur les protagonistes du Giro lors de la onzième étape.
Au cours de ce Giro est officialisée l'extension du contrat de Gaudu avec sa formation jusqu'en fin d'année 2027. Le coureur français précise qu'il s'agit de ses « deux dernières années en tant que leader dans une équipe »,. En méforme, il est forfait en juillet pour le Tour de France et se fixe comme objectif de fin de saison le Tour d'Espagne.

## Caractéristiques
David Gaudu est un grimpeur. Il commence sa carrière professionnelle en tant qu'équipier. En juin 2015, la FDJ lui fait passer un test d'effort. Selon Frédéric Grappe, directeur de la performance de la FDJ, sa VO2max s'élève à 92ml/min/kg, un niveau qu'il n'a « jamais vu, pas même chez Thibaut Pinot ».
Selon Marc Madiot, son manager, Gaudu dispose en 2019 d'un « gros potentiel physique pour la montagne et les arrivées assez difficiles ». Il met en avant son mental et cite le contre-la-montre comme étant un point faible. Gaudu a les classiques ardennaises comme épreuves de prédilection.

## Palmarès, résultats et distinctions

### Palmarès amateur
| - 2013 - Grand Prix de la Mine de Poullaouen - 2014 - Aubel-Thimister-La Gleize : - Classement général - 3e étape - 2e de la Ronde du Printemps - 2e de la Classique des Alpes juniors - 2015 - 1re étape de la Ronde finistérienne - 3e étape du Tour d'Auvergne | - 2016 - Boucles sérentaises - Plaintel-Plaintel - Course de la Paix espoirs : - Classement général - 2e étape - 2e étape de la Ronde finistérienne - Classement général de l'Estivale bretonne - Tour de l'Avenir : - Classement général - 6e étape - 3e du championnat de France sur route amateurs - 3e du Circuit du Mené - 3e du Tour du Périgord |  |

### Palmarès professionnel
| - 2017 - 3e étape du Tour de l'Ain - 2e des Boucles de l'Aulne - 2e du Tour de l'Ain - 9e de la Flèche wallonne - 2018 - 2e du Mémorial Marco Pantani - 2019 - 3e étape du Tour de Romandie - 3e de l'UAE Tour - 5e du Tour de Romandie - 6e de Liège-Bastogne-Liège - 2020 - 11e et 17e étapes du Tour d'Espagne - 4e du Tour des Émirats arabes unis - 8e du Tour d'Espagne - 2021 - Classic de l'Ardèche - 6e étape du Tour du Pays basque - 5e étape du Tour du Luxembourg - 3e de Liège-Bastogne-Liège - 5e du Tour du Pays basque - 7e de la Flèche wallonne - 7e de la course en ligne des Jeux olympiques - 7e du Tour de Lombardie - 9e du Critérium du Dauphiné | - 2022 - 2e étape du Tour de l'Algarve - 3e étape du Critérium du Dauphiné - 3e de la Mercan'Tour Classic Alpes-Maritimes - 4e du Tour de France - 5e du Grand Prix cycliste de Montréal - 2023 - 2e de la Classic de l'Ardèche - 2e de Paris-Nice - 4e du Tour du Pays basque - 9e du Tour de France - 2024 - Tour du Jura - 5e étape du Tour du Luxembourg - 3e de la Classic Grand Besançon Doubs - 3e du Tour du Luxembourg - 6e du Tour d'Espagne - 9e du Tour de Lombardie - 2025 - 3e étape du Tour d'Oman - 3e du Tour d'Oman |  |

### Résultats sur les grands tours

#### Tour de France
7 participations
- 2018 : 34e
- 2019 : 13e
- 2020 : abandon (16e étape)
- 2021 : 11e
- 2022 : 4e
- 2023 : 9e
- 2024 : 65e

#### Tour d'Italie
1 participation
- 2025 : 66e

#### Tour d'Espagne
2 participations
- 2020 : 8e, vainqueur des 11e et 17e étapes
- 2024 : 6e

### Classements mondiaux
| Année                                 | 2016 | 2017 | 2018 | 2019 | 2020 | 2021 | 2022 | 2023 | 2024 |
| ------------------------------------- | ---- | ---- | ---- | ---- | ---- | ---- | ---- | ---- | ---- |
| UCI World Tour                        | nc   | 176e | 157e |      |      |      |      |      |      |
| Classement mondial                    | 282e | 135e | 242e | 47e  | 62e  | 16e  | 44e  | 40e  | 52e  |
| UCI Europe Tour                       | 124e | 67e  | 250e | 36e  | 52e  | 13e  | 37e  | 36e  | 42e  |
|                                       |      |      |      |      |      |      |      |      |      |
| Légende : nc = non classéSource : UCI |      |      |      |      |      |      |      |      |      |

### Distinctions
- Vélo d'Or Français espoirs : 2016